# 马振华
马振华（1905年—1940年9月），曾化名李泽民。河北省盐山旧县镇后韩沙洲村人。

## 生平
1932年，在津南特委负责人刘格平的介绍下，加入中国共产党。同年秋，后韩村党支部成立，任支部书记，领导群众进行了抗租和抗税反税斗争。1934年春，任中共津南特委（1937年改为工委）特派员，化名李泽民，掩护职业是串书馆的商人，也叫游校先生，以此为掩护开展工作。1937年“七・七”事变后，中共中央北方局决定，将中共河北省委领导的津南工委所属津浦铁路以东党的工作交给中共山东省委领导。同年10月，中共鲁北特委成立，于文彬任书记，他任组织部部长。参加领导组建华北民众抗日救国军的工作，他兼任政治部主任。开展政治思想工作，同年12月，华北民众抗日救国军改为国民革命军别动总队第三十一游击支队（简称三十一支队），马振华兼任特务团政治主任。
1938年9月，肖华率领八路军东进抗日挺进纵队来到冀鲁边区，改编三十一支队。马振华不再兼任部队职务，先后担任中共盐山县委书记、冀鲁边区民运部部长、战委会主任、冀鲁边区军政委员会委员、津南地委书记等职。
1940年9月11日晚上，马振华在宁津县柴胡店薛庄召开秘密会议时情报被侦知。次日拂晓，会议将要结束之时，柴胡店、大柳等几处的300多名日伪军，趁天黑包围了薛庄。马振华在突围战斗时牺牲。